# Megalitski kameni krugovi Senegambije
Megalitski kameni krugovi Senegambije (francuski: Cercles mégalithiques de Sénégambie) su megalitski spomenici u obliku više od 1.000 uspravnih kamena laterita poredanih u koncentrične krugove u području od 100 x 350 km u Senegambiji (unija Senegala i Gambije oko rijeke Gambije). 93 kamena kruga, tumuli i grobni humci, koji se nalaze u četiri skupine: Sine Ngayène, Wanar, Wassu i Kerbatch, upisani su 2006. godine na UNESCO-ov popis mjesta svjetske baštine u Africi. Iskapanja su otkrila kako su megalitski spomenici Senegambije nastali između 3. stoljeća pr. Kr. i 16. stoljeća, te predstavljaju prostran sveti krajolik koji je nastajao više od 1.500 godina, te odražava visoko razvijeno i dugotrajno društvo.
Iako su kameni krugovi bili predmetom istraživanja tijekom posljednjih 100 godina, a nekoliko lokaliteta su iskopana (Tholmans 1980., Galley 1982., Lawson 2002., te Hall i Bocoum od 2001. – 2004.). Više se može zaključiti istražujući megalitsko područje kao cjelinu.
Ponekad ih se dijeli na wassujske (gambijski dio) i sine-saloumske (senegalski dio), no to je samo politička podjela jedinstvene cjeline.
Materijal iz iskopa sugerira kako su se ukopi odvijali uglavnom tijekom prvog i početkom drugog tisućljeća, no odnos između grobnih humaka i kamenih krugova još nije u potpunosti utvrđen. Nije jasno jesu li ukopi nastali prije krugova, jesu li suvremeni njima ili su možda krugovi nastali prije. Neki od kamenoloma odakle je doneseno kamenje su identificirani, iako nijedan u zaštićenom području. Iskopani grobovi su otkrili ne tako strog režim: masa grobova je s tijelima bačenima slučajno, sugerirajući ili epidemiju ili neku vrstu žrtvovanja.
Narod Manding koji trenutno živi u ovom području se doselio u 16. stoljeću, nakon izgradnje megalita, te se ne poistovjećuje s lokalitetima. Megalitski kameni krugovi dio su sererske kulture.
- Wassu (Senegal)
- Wassu (Senegal)
- Sine Ngayène (Senegal)
- Kerr Batch (Gambija)